# 玛曲棘豆
玛曲棘豆（学名：Oxytropis falcata var. maquensis）为豆科棘豆属下的一个变种。